# メジャー (測定機器)

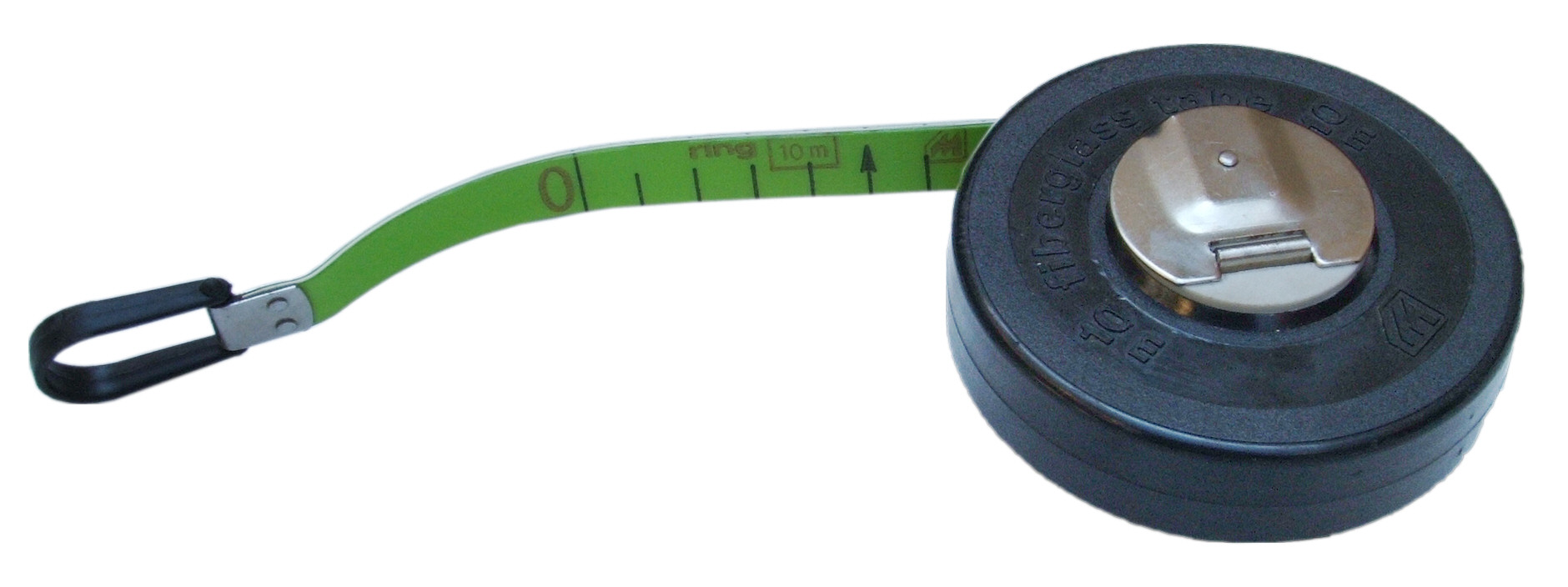
巻尺

メジャー（英語: Tape measure, Measuring tape）は、目盛が振られた帯を用いて長さを測定する道具の総称である。巻き尺（まきじゃく）、コンベックス（短縮形としてコンベ）、スケール等、呼称はタイプによって様々である。建築作業や洋裁のほか、大型の巻尺は陸上競技での計測などにも用いられており、長さの測定に幅広く用いられている。
誤用ではあるが「巻き尺は柔らかい素材のメジャー」や「スケールは金属製のコンベックス」などの呼び方には特定の形を示す狭義の意味もある。
帯の材質は金属、樹脂、布などで、ケースに収納されている帯を必要に応じ送り出して、記入された数字を見て計測する。2メートルから10メートル程度を測る製品が多い。また、特定の長さで留めておくためのストッパーが内蔵されているものもある。
長さの単位はセンチメートルで表される。帯の材質は布でできていて、ケースに収納されている帯を繰り返し巻き付けたもの。先端部を外へ引き出すことにより、記入された数字を見て計測する。帯の材質は、布の他に、金属もある。メジャーの最大の長さ（全長）は、布は最短1.5メートルから最長3メートル、金属は7メートルまである。布式の場合は、一般に、2メートルのものを使う。ケースは、布式は円いケース、金属式は四角いケースとなっている。布式は、「洋裁式」ともいう。金属式は「コンベックス」という。
布式は、パソコンのサイズ、自動車の各部、自転車の各部、テレビのサイズ、分度器の直径、楽器の各部、CD・DVDのサイズなど、幅広く使われる。
金属式は、長い距離や、車庫の幅、駐車場の幅、道路の車線の幅を測るときに使う。
日本で販売されるメジャーには計量法によりメートル単位で目盛りが付けられているが、例外もある（後述）。
日本ではTJMデザイン（TAJIMA）、ムラテックKDS（KDS）が、欧米ではブラック・アンド・デッカー（スタンレー）、韓国ではコメロンなどが主要メーカーである。

## メジャー

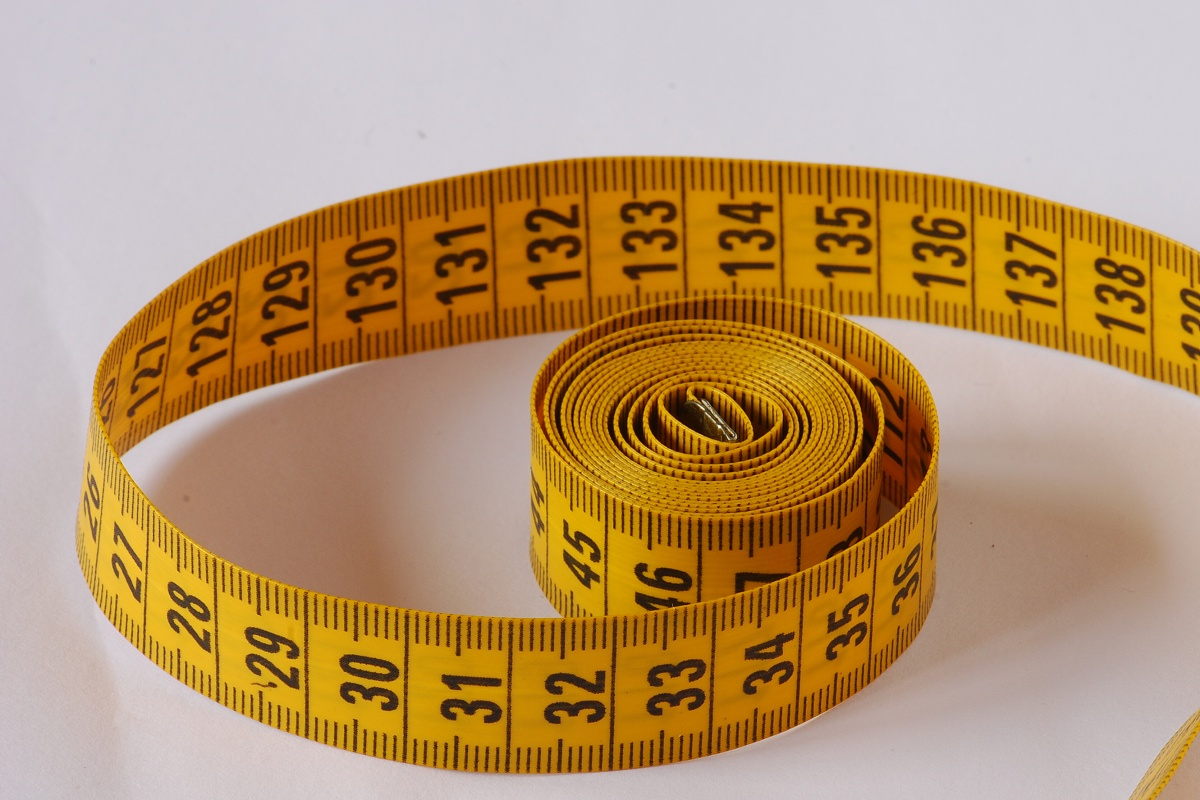
メジャー

柔らかいビニル製の巻尺。金具の先端より測り、体のサイズを測るのによく使用される。英語表示は、「Cloth Tape」、「Tape Line」、「Tape Measure」。JISB7522規格名称「繊維製巻尺」では、繊維を素材として、合成樹脂で処理した帯状の巻尺と定義されている。
鋼鉄製は温度の影響が大きく、布製は湿度の影響が大きい。
特殊用途のための目盛りが付いたメジャーもある。一例では和裁用に、メートル単位の目盛と鯨尺の1寸に相当する1/26.4メートル刻みの目盛を表裏に併記したものも市販されている。また、宅配便の料金計算のための「サイズ」が刻まれたものもある。

## コンベックス

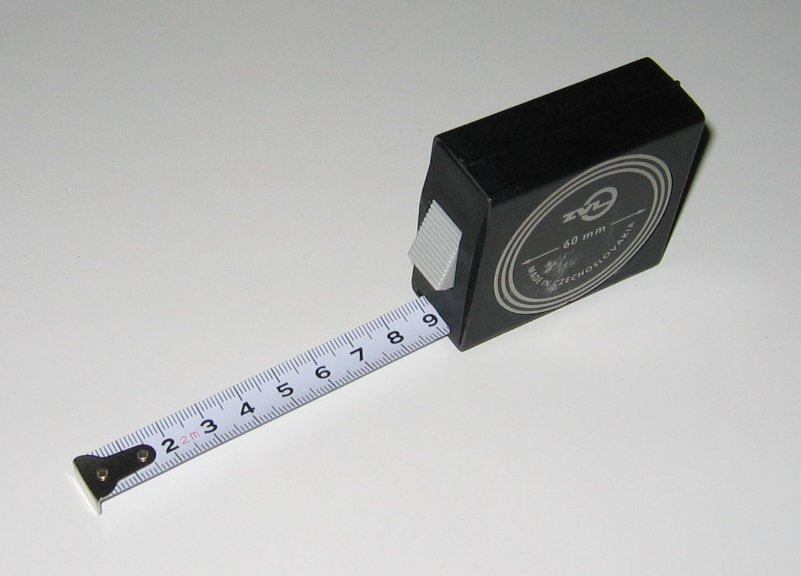
コンベックス。内側用に本体の幅寸法が表示されている。

コンベックスは工作用に使用されている巻尺である。英語の「Convex」は「凸面」を意味し、この測定器を英語では「Steel Tape」、あるいは「Tape Rule」と呼ぶ。計測部は薄い金属製で断面が湾曲したテープが用いられ、巻き取ることができる柔軟性と同時に直立性を確保している。日本で用いられる名称は、この断面形状から商品名が付けられて一般名称化したものである。JISB7512の規格名称「鋼製巻尺」の種類別での名称は「コンベックスルール」で、テープ断面が樋状になった直立性に優れた巻尺と定義されている。
日本で市販されているコンベックスにはメートル単位のみのものの他に、建築作業での利便性から1寸に相当する1/33メートル刻みの目盛が併記された「尺相当目盛」のものや、建築上よく使う長さごとに目印が記入されているものもある。日本以外の国ではインチやフィートといったヤード・ポンド法単位の目盛が付けられた製品が市販されている場合もある。テープ先端のツメは目盛り方向にスライドする構造になっている製品がある。スライドする量は爪の厚み分で、ツメを押し付けて測定する場合とツメを引っ掛けて測定する場合とで、ツメの厚み分が計測に影響を及ぼさないようにした構造である（0点補正移動爪）。巻き取り部にはテープをゼンマイバネで巻き取る機構が組み込まれ、テープが出た状態を保持するロック機構付のものもある。